# Luca Pizzini
Luca Pizzini (Verona, 8 de abril de 1989) es un deportista italiano que compite en natación, especialista en el estilo braza. Ganó tres medallas de bronce en el Campeonato Europeo de Natación, entre los años 2016 y 2022, en la prueba de 200 m braza.

## Palmarés internacional
| Campeonato Europeo | Campeonato Europeo    | Campeonato Europeo | Campeonato Europeo |
| Año                | Lugar                 | Medalla            | Prueba             |
| ------------------ | --------------------- | ------------------ | ------------------ |
| 2016               | Londres (Reino Unido) | Medalla de bronce  | 200 m braza        |
| 2018               | Glasgow (Reino Unido) | Medalla de bronce  | 200 m braza        |
| 2022               | Roma (Italia)         | Medalla de bronce  | 200 m braza        |